# Scotopteryx scotica
Scotopteryx scotica är en fjärilsart som beskrevs av Edward Alfred Cockayne 1940. Scotopteryx scotica ingår i släktet backmätare, och familjen mätare. Inga underarter finns listade.